# Řecká hudba

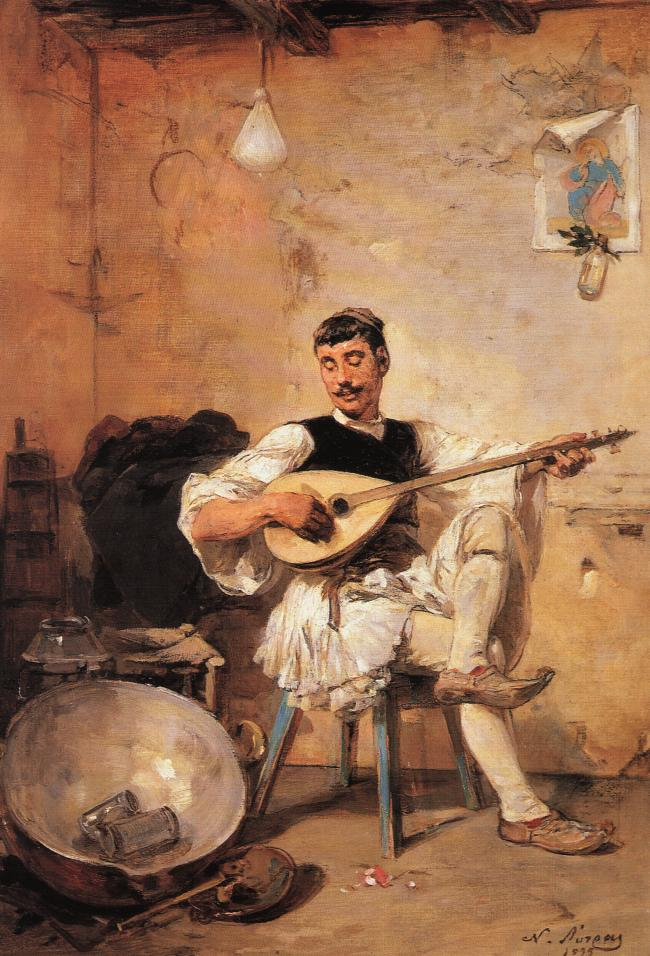
Hráč na buzuki, tradiční řecký nástroj

Řecká hudba je rozmanitá a pestrá jako historie řeckého národa. Pod tímto pojmem se obvykle rozumí hudba a písničky vytvořené Řeky, a to jak individuálně tak kolektivně, v Řecku i mimo něj. Řecké hudbě se velmi podobá kyperská hudba, což je zapříčiněno především velkým množstvím etnických Řeků žijících na Kypru. Řecká hudba je velmi všestranná a má regionální odlišnosti. Jejím velmi silným prvkem je lidová hudba a i moderní hudba je silně ovlivněna folklórem.
Ve starověkém Řecku byla hudba nedílnou součástí řeckého divadla. Později měly na řeckou hudbu vliv starověkého Říma, východní Evropy a Byzantské říše. Tradici řecké hudby pomohli v 19. století operní skladatele Nikolaos Mantzaros (1795–1872), Spyridion Xyndas (1812–1896) a Spyros Samaras (1861–1917). Mezi typické řecké hudební nástroje patří: buzuki, housle, cimbál, dudy, bubny, loutna, klarinet, zurna a pollack.